# Uch Bey
Uch Bey o Uç Bey (turco ottomano: اوج بگ, uç beğ; lett. "signore di frontiera") era un titolo turkmeno pre-ottomano concesso dal sultanato di Rum ai capi delle tribù guerriere semi-indipendenti che vivevano lungo le frontiere del suo territorio e che avevano fatto atto di vassallaggio nei suoi confronti. Spesso rivestirono un ruolo importante nelle vesti di alleati contro il vicino impero bizantino e gli stati balcanici, soprattutto quando disponevano di un truppe Akinji (cavalleria leggera ed esploratori). Le loro file contavano anche un gran numero di rinnegati bizantini, soprattutto dopo l'abolizione, da parte di Michele VIII Paleologo, degli akritai e dei loro privilegio terrieri.
Il termine era equivalente al persiano marzban e all'europeo margravio ed era spesso accompagnato dalla nomina a Ghazi.
Uch Bey degni di nota furono, fra gli altri, Ertuğrul, uch bey di Söğüt e padre del primo sultano ottomano, Osman I; Lala Şahin Pasha, primo bey di Rumelia; Evrenos, bey di Tessaglia; e Yiğit Pasha, bey di Skopje.